# Lamiopsis temminckii
Lamiopsis temminckii – gatunek rekina z rodziny żarłaczowatych (Carcharhinidae). Występuje w tropikalnych wodach Oceanu Indyjskiego. Najczęściej spotykany w pobliżu dna morskiego. Zamieszkuje wody o głębokości do 50 metrów wzdłuż górnych krawędzi szelfów kontynentalnych. Jest to gatunek amfidromiczny, przystosowany do życia w wodzie słodkiej i słonej – wpływa niekiedy do ujść rzek. Posiada dobrze zbudowany, brzusznie spłaszczony korpus z szeroką wydłużoną głową z dużym otworem gębowym oraz dużą, heterocerkiczną płetwę ogonową z trójkątnym fałdem skórnym na końcu górnego łuku. W odróżnieniu od najbliższego krewniaka Lamiopsis tephrodes, posiada wyraźny łuk międzygrzbietowy oraz większy dolny łuk płetwy ogonowej. Grzbiet rekina ma barwę błękitną lub jasnoszarą. Dorosłe osobniki osiągają długość 1,7 metra. Samice są zwykle większe od samców.
Podobnie jak inne żarłaczowate jest żyworodny. Kopulacja odbywa się za pomocą pterygopodium, narządu płciowego samca. Po trwającej około 8 miesięcy ciąży samica rodzi od 4 do 8 młodych, mierzących 40–60 cm. Dieta tego rekina składa się głównie z małych ryb kostnoszkieletowych, głowonogów i skorupiaków. Rekin ten przebywa najczęściej samotnie, rzadziej w małych skupiskach. Wśród pasożytów tego gatunku wyróżnia się widłonogi oraz tasiemce gnieżdżące się w sercu oraz jelitach. Poławia się go na wszystkich obszarach występowania w celach handlowych. Cenione jest zwłaszcza jego mięso, ale również płetwy, skóra, olej z wątroby i szczęki. Przez Międzynarodową Unię Ochrony Przyrody (IUCN) wpisany został do Czerwonej księgi gatunków zagrożonych jako gatunek zagrożony wyginięciem (EN).

## Taksonomia i filogenetyka
Gatunek ten został opisany przez niemieckich przyrodników Johannesa Petera Müllera i Jakoba Henle w 1839 roku jako Carcharias temminckii, na podstawie okazów z muzeów przyrodniczych w Berlinie, Leydzie, Londynie i Paryżu. W 1862 roku amerykański ichtiolog Theodore Nicholas Gill stworzył dla tego gatunku odrębny rodzaj Lamiopsis. W 1905 roku amerykański zoolog Henry Weed Fowler opisał nowy gatunek rekina Carcharhinus tephrodes, który został uznany za synonim L. temminckii przez amerykańskiego biologa morskiego Leondarda Compagno w 1984 roku. W 2010 roku William White i inni, na podstawie analizy filogenetycznej mitochondrialnego DNA potwierdzili ważność taksonu Lamiopsis tephrodes. Epitet gatunkowy honoruje holenderskiego zoologa Coenraada Jacoba Temmincka, zaś nazwa rodzajowa pochodzi od połączenia dwóch greckich słów, lamia – rekin i opsis – kształt, wygląd. 
W 1988 roku Leonard Compagno w pracy na temat filogenetyki żarłaczowatych uznał, że L. temminckii jest najbliżej spokrewniony z żarłaczem żółtym (Negaprion brevirostris) i Negaprion acutidens. Analiza filogenetyczna przeprowadzona przez Williama White i innych w 2010 roku, wykazała, że rekin ten jest gatunkiem siostrzanym L. tephrodes, z którym to tworzy wspólny klad. Badanie to wskazuje również, że gatunki te są bliżej spokrewnione z rodzajem Glyphis, niż z rodzajem Negaprion. Rodzaj Lamiopsis wraz z Loxodon, Negaprion, Glyphis i Triaenodon, zajmują pośrednią pozycję na drzewie ewolucyjnym żarłaczowatych, pomiędzy bazalnymi rodzajami Galeocerdo, Rhizoprionodon i Scoliodon oraz bardziej zaawansowanymi Carcharhinus i Sphyrna.

## Występowanie i środowisko
Lamiopsis temminckii preferuje płytkie i ciepłe wody strefy tropikalnej. Zamieszkuje północne obszary Oceanu Indyjskiego. Występuje u wybrzeży Pakistanu, Indii, Sri Lanki, Bangladeszu, Mjanmy, Tajlandii, Kambodży, Lakszadiwów, Malediwów, Andamanów oraz Nikobarów, w wodach Morza Arabskiego, Zatoki Kambajskiej, Zatoki Bengalskiej, Morza Andamańskiego i Zatoki Tajlandzkiej. Prawdopodobnie zamieszkuje również wody u wybrzeży Wietnamu, Chin (od Zatoki Tonkińskiej na południu, po Xiamen na północy), Tajwanu, Malezji, Filipin i północnych wysp Indonezji.
Jest to gatunek amfidromiczny, przystosowany do życia w wodzie słodkiej i słonej, okresowo przemieszczający się między wodami morskimi i słodkimi. Wpływa do słonawych i słodkowodnych zatok i ujść rzek. Brak informacji na temat sezonowych migracji tego gatunku. Preferuje przydenne strefy szelfu kontynentalnego na głębokości do 50 metrów o piaszczystym, rzadziej skalistym dnie.

## Cechy morfologiczne
Rekin ten posiada dobrze zbudowany, brzusznie spłaszczony korpus. Wydłużona szeroka głowa posiada ostro zakończony pysk z proporcjonalnie małym, U-kształtnym otworem gębowym. W szczękach mieści się kilka rzędów zębów. Pierwszy z nich ułożony jest pionowo, a każdy kolejny coraz bardziej pochylony ku tyłowi. Trzon górnych zębów jest masywny i trójkątny o delikatnie piłkowanych krawędziach po obu stronach, podstawa jest szeroka, bocznie spłaszczona. Mniejsze, wąskie dolne zęby posiadają gładkie ostre krawędzie i szerszą podstawę o chropowatej tylnej powierzchni. W razie utraty któregoś z zębów na jego miejsce przesuwa się następny z kolejnego rzędu. Na dolnej stronie pyska po obu stronach znajdują się duże, wąskie nozdrza z owalnymi, drobnymi fałdami skórnymi na zewnętrznej krawędzi. Proporcjonalne duże okrągłe oczy wyposażone są w fałdy półksiężycowate spojówek (ochraniające migotkę). Za nimi znajdują się niewielkie owalne tryskawki. Rekin ten posiada pięć niedużych, równych szczelin skrzelowych. Na spodzie pyska widoczne są liczne elektroreceptory zwane ampułkami Lorenziniego. 
Tępo zakończona, pierwsza, stosunkowo niska płetwa grzbietowa ma długą, wolną dalszą końcówkę. Kąt między proksymalną i dystalną krawędzią wynosi 80-82 stopnie. Jej przednia krawędź leży nieco za tylną krawędzią podstawy płetw piersiowych. Mała, druga płetwa grzbietowa ma trójkątny kształt i szeroką podstawę. Umiejscowiona jest nad płetwą odbytową. Pomiędzy płetwami grzbietowymi występuje wyraźny międzygrzbietowy łuk (w przeciwieństwie do Lamiopsis tephrodes). Tępo zakończone płetwy piersiowe są długie i szerokie, z mocno zagiętą dystalną krawędzią. Proporcjonalnie małe płetwy brzuszne, mają romboidalny kształt i stosunkowo szeroką podstawę. U samca z części płetw brzusznych wykształcił się narząd kopulacyjny zwany pterygopodium. Płetwa odbytowa jest mniejsza od drugiej płetwy grzbietowej. Posiada zaokrągloną, mocno wygiętą ku tyłowi dolną i ostrą wolną górną końcówkę. Na końcu ogona mieści się długa, heterocerkiczna, asymetryczna płetwa ogonowa. Na końcu jej górnego łuku, kilkukrotnie dłuższego od dolnego, mieści się szeroki, wydłużony fałd skórny poprzedzony wyraźnym, sierpowatym wcięciem. Dolny łuk płetwy ogonowej jest owalny, większy niż u L. tephrodes. 
Skórę pokrywają romboidalne połyskujące łuski plakoidalne. Grzbiet rekina cechuje się błękitną, szarobłękitną lub jasnoszarą  barwą. Spód, boki oraz tył korpusu są jaśniejsze, niekiedy śnieżnobiałe. Cechą charakterystyczną tego gatunku jest ciemniejsza przednia krawędź płetwy grzbietowej i górna krawędź płetwy ogonowej. Wzór ten widoczny jest lepiej u osobników zachodniej populacji, zamieszkującej wybrzeża południowo-zachodnich Indii i Pakistanu. Dorosłe osobniki osiągają zazwyczaj 1,7 m. Występuje dymorfizm płciowy przejawiający się w różnicach wielkości ciała osobników: samice są większe od samców.

## Ekologia i zachowanie
Niewiele wiadomo o ekologii tego gatunku. Rekin ten jest płochliwy, większość czasu spędza przyczajony przy dnie w oczekiwaniu na ofiarę. Aktywny jest głównie nocą, rzadziej za dnia. L. temminckii rzadko kiedy tworzy większe skupiska, zwykle preferuje samotniczy tryb życia. Zarówno młode jak i dorosłe osobniki padają niekiedy ofiarą drapieżników, w tym większym rekinów, jak żarłacz srebrnopłetwy, żarłacz tępogłowy czy Negaprion acutidens. Pasożytami tego gatunku są widłonogi Paralebion elongatus i tasiemce z rzędów  Tetraphyllidea (Cathetocephalus thatcheri), Trypanorhyncha (Nybelinia africana i Pseudotobothrium arii) i Cathetocephalidea (Sanguilevator yearsleyi). Larwy tasiemców bytują w skorupiakach, rybach kostnoszkieletowych i głowonogach. Po zjedzeniu ich przez rekina tasiemiec rozwija się w formę dorosłą. Tetraphyllidea i Cathetocephalidea zagnieżdżają się w zastawce spiralnej serca, podczas gdy Trypanorhyncha żyją w górnym fragmencie jelita.

### Odżywianie
Rekin ten preferuje polowanie z ukrycia – przyczaja się przy dnie w oczekiwaniu na ofiarę. Rzadziej aktywnie poluje. Niekiedy odżywia się resztkami ofiar większych drapieżników. Dieta Lamiopsis temminckii składa się głównie z małych ryb kostnoszkieletowych, głowonogów i skorupiaków (głównie krewetek). Jego zęby nie są przystosowane do cięcia i wyrywania większych kawałków mięsa, co sugeruje, że rekin ten atakuje dużo mniejsze ofiary od siebie, by móc pochwyconą zdobycz połknąć w całości. 

### Cykl życiowy
Podobnie jak inne żarłaczowate jest żyworodny. Samce dojrzewają płciowo przy długości 1,1–1,2, samice zaś po osiągnięciu 1,3–1,4 m. W okresie godów pobudzone samce uporczywie próbują doprowadzić do kopulacji, często w sposób agresywny, gryząc samicę w okolicy płetwy grzbietowej. Jest to typowe zachowanie dla żarłaczowatych. Z tego powodu często spotyka się blizny na grzbiecie samic. Kopulacja jest chaotyczna i trwa stosunkowo długo. Zapłodnienie odbywa się za pomocą pterygopodium, narządu wykształconego z dystalnych fragmentów płetw brzusznych samców. Embriony w ciele matki zużywają zapasy żółtka z pęcherzyka żółtkowego, który później łączy się ze ścianą macicy, tworząc tzw. łożysko żółtkowe, dzięki któremu dostarczane jest pożywianie z organizmu matki. Po trwającej około 8 miesięcy ciąży samica rodzi od 4 do 8 młodych. Liczba młodych zależy od rozmiarów matki – im większa samica, tym liczniejszy miot. Noworodki mierzą 40–60 cm. Przez pierwszych kilka lat młodociane osobniki pozostają w płytkich, przybrzeżnych wodach, dużo bezpieczniejszych od otwartej toni głębszych wód. Dzięki temu chronione są lepiej przed atakami drapieżników. Podobnie jak inne małe żarłaczowate, gatunek ten cechuje się szybkim tempem wzrostu.

## Relacje z ludźmi
Rekin ten z uwagi na swoje niewielkie rozmiary i spokojne usposobienie nie jest uznawany za groźnego dla ludzi. Poławiany dla celów komercyjnych na całym obszarze występowania, szczególnie u wybrzeży Indii, Pakistanu (Karaczi) i Malezji (Sarawak) za pomocą sieci skrzelowych, włoków dennych i takli. Niekiedy znajdowany jako przyłów. Największe znaczenie ma mięso tego gatunku, które uznawane jest za przysmak. Wykorzystuje się również płetwy (w celu suszenia lub produkcji zupy z płetw rekina), olej z wątroby, skórę oraz szczęki. 
Gatunek ten jest jednym z rzadziej spotykanych rekinów u wybrzeży Indii i Półwyspu Indochińskiego. Ciężko określić liczebność oraz stan populacji, z uwagi na brak dostatecznych danych. Lamiopsis temminckii został uznany przez Międzynarodową Unię Ochrony Przyrody za gatunek zagrożony wyginięciem (EN) i wpisany do Czerwonej księgi gatunków zagrożonych. Rekin ten nie jest objęty ochroną gatunkową na żadnym z obszarów występowania. Za jego główne zagrożenia uznaje się przełowienie oraz degradację i zanieczyszczenie naturalnych siedlisk.